# Régiment Royal-Allemand cavalerie
Das Régiment Royal-Allemand cavalerie war ein Kavallerieregiment in der königlich französischen Armee. In diesem Regiment dienten fast ausschließlich Soldaten deutscher Nationalität, weswegen es zu den sogenannten Fremdenregimentern – „régiments étrangere“ – zählte. Bis 1791 wurden in Frankreich auch die Elsässer als Deutsche bezeichnet.

## Aufstellung und Umbenennungen
- 10. August 1671: Errichtung des Régiment de Kœnigsmark cavalerie
- 15. November 1688: Umbenennung in: Régiment Royal-Allemand cavalerie
- 1. Dezember 1761: Aufstockung durch die Eingliederung des Régiment de Wirtemberg cavalerie[1]
- 1er Januar 1791: Umbenennung in: 15e régiment de cavalerie
- 1792: Nachdem der König abgesetzt worden war, sah das Regiment seinen Treueid als erloschen an, emigrierte nahezu komplett und trat in österreichische Dienste.

### Standarten
Das Regiment führte sechs Standarten. Diese trugen im blauen Feld die Sonne und die Devise des Königs Nec pluribus impar. Stickereien und Fransen waren in Gold ausgeführt. Beide Seiten waren gleich.

### Uniformen

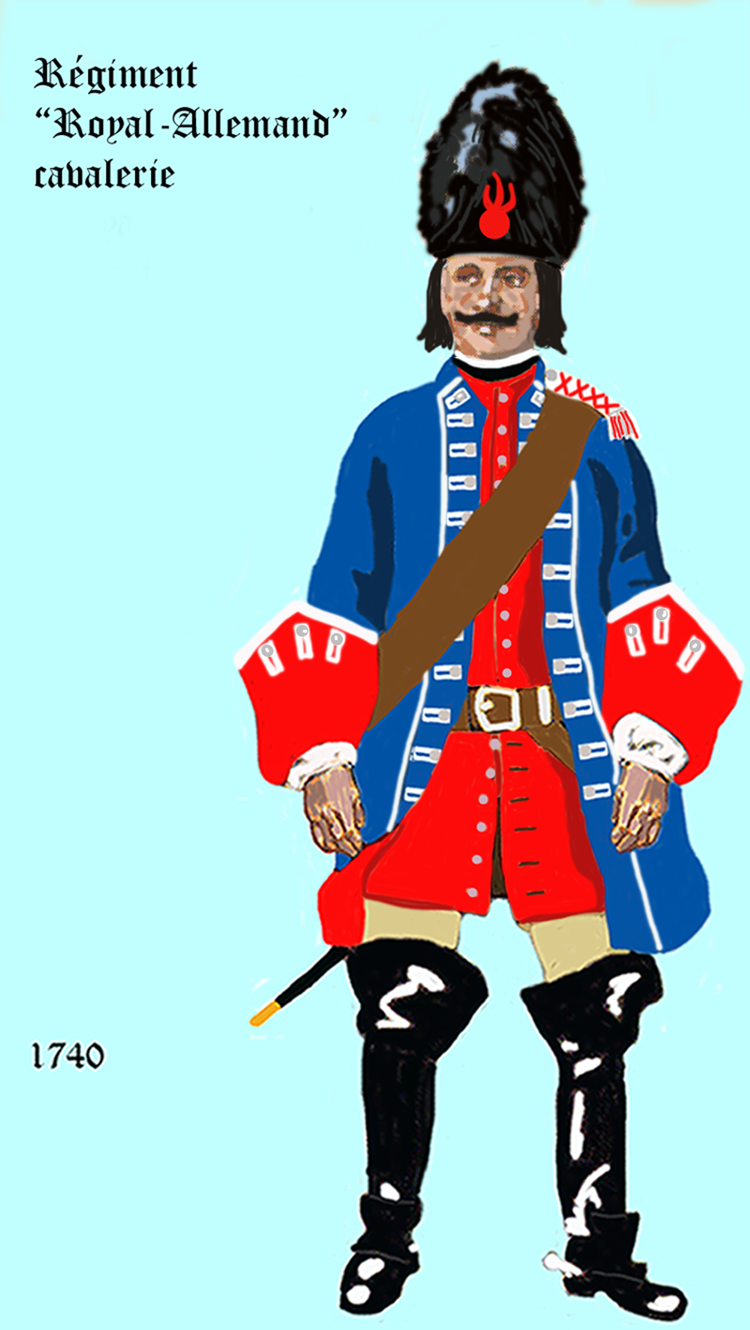
Régiment Royal-Allemand cavalerie 1740–1757
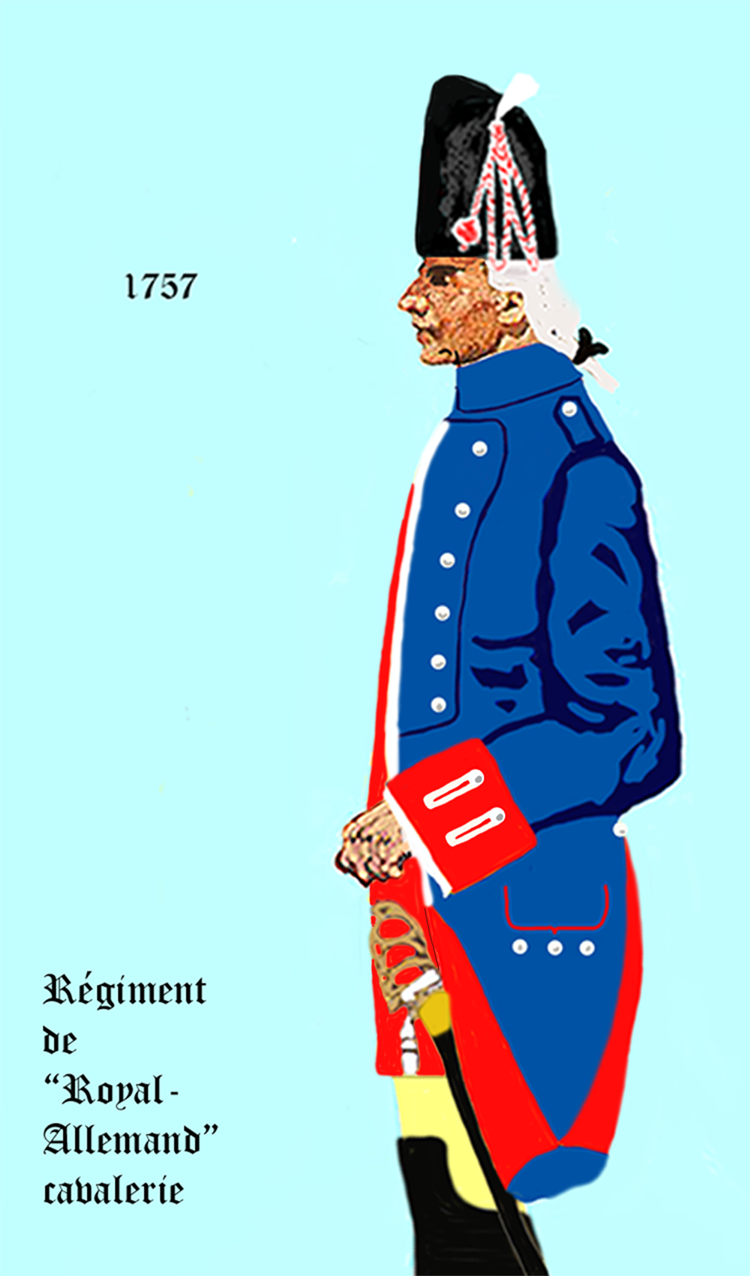
Régiment Royal-Allemand cavalerie 1757–1762
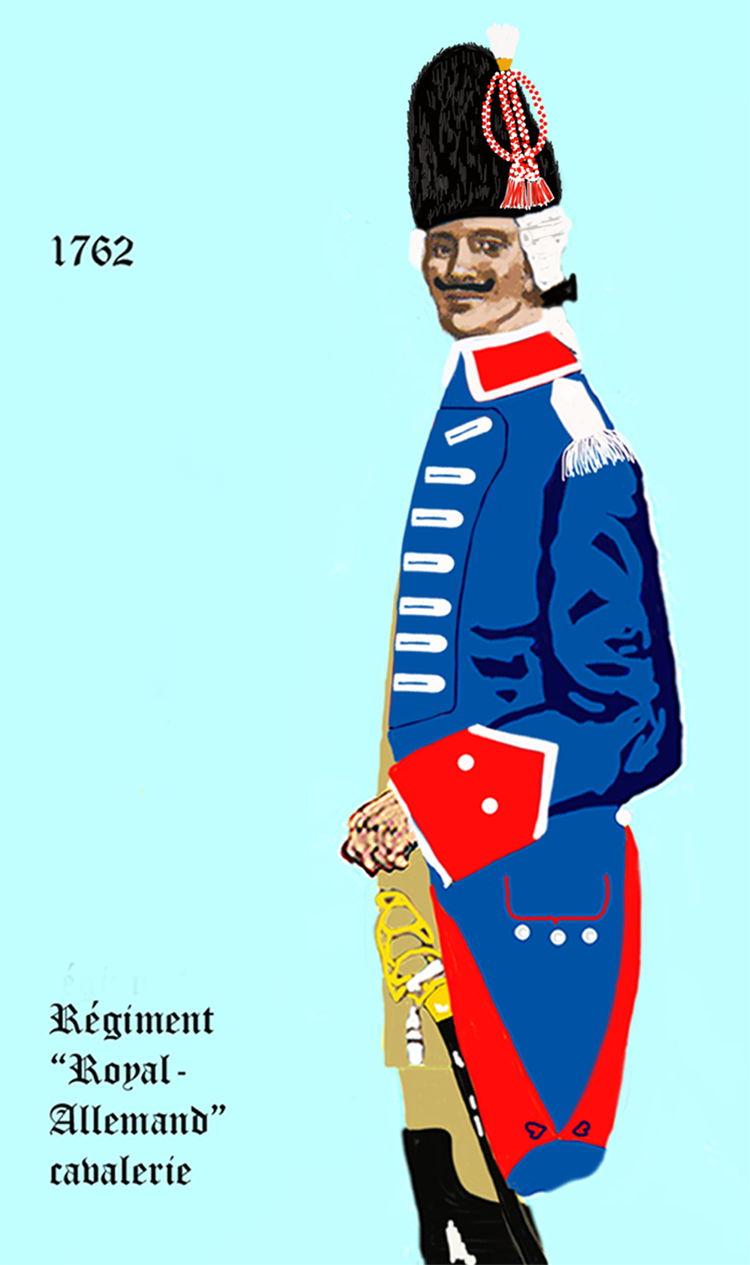
Régiment Royal-Allemand cavalerie 1762–1767
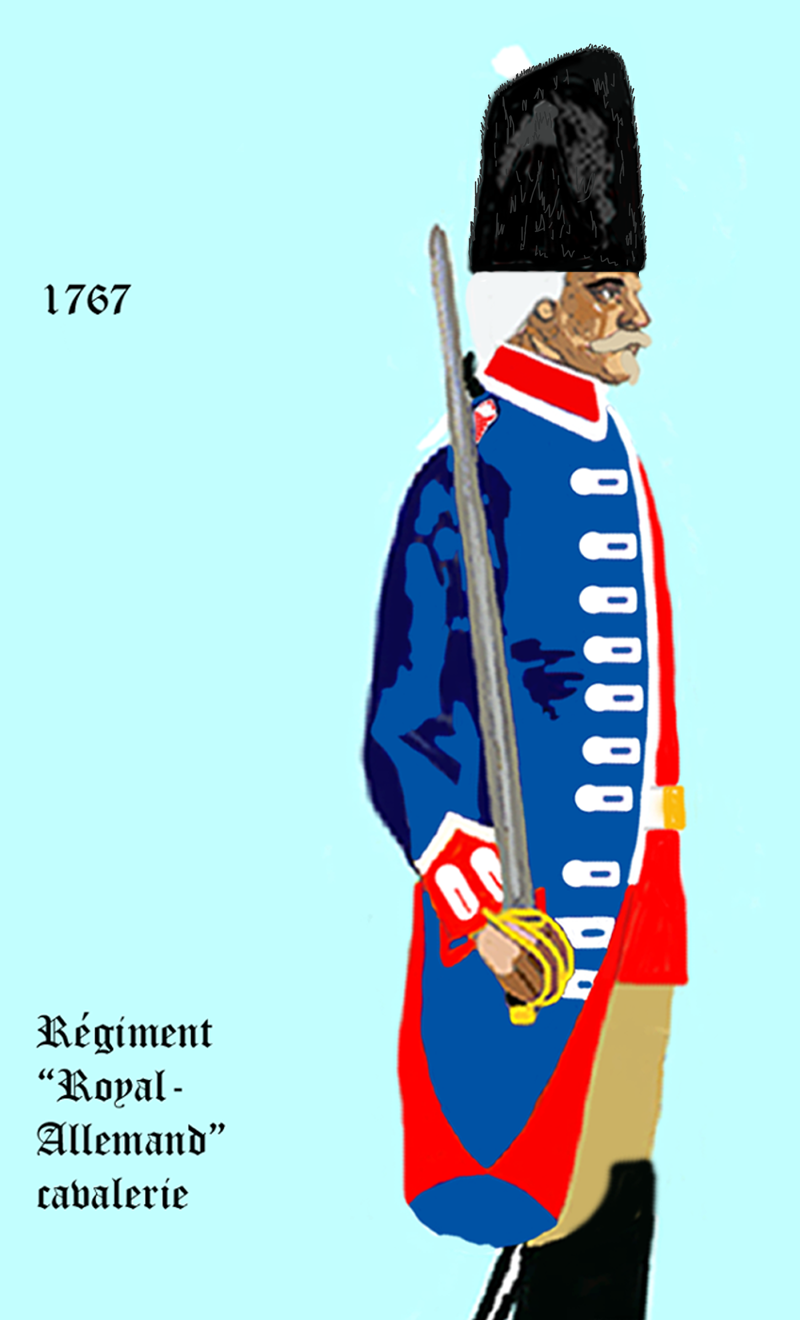
Régiment Royal-Allemand cavalerie 1767–1776
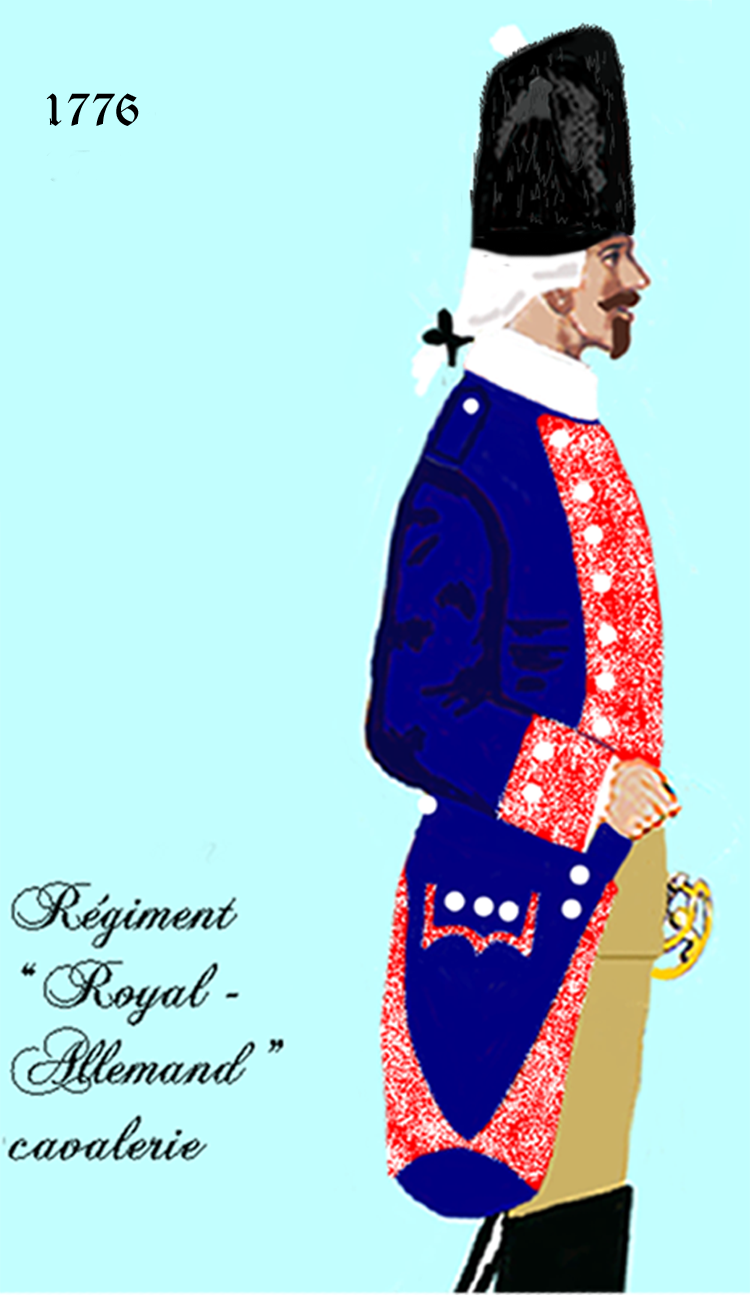
Régiment Royal-Allemand cavalerie 1776–1779
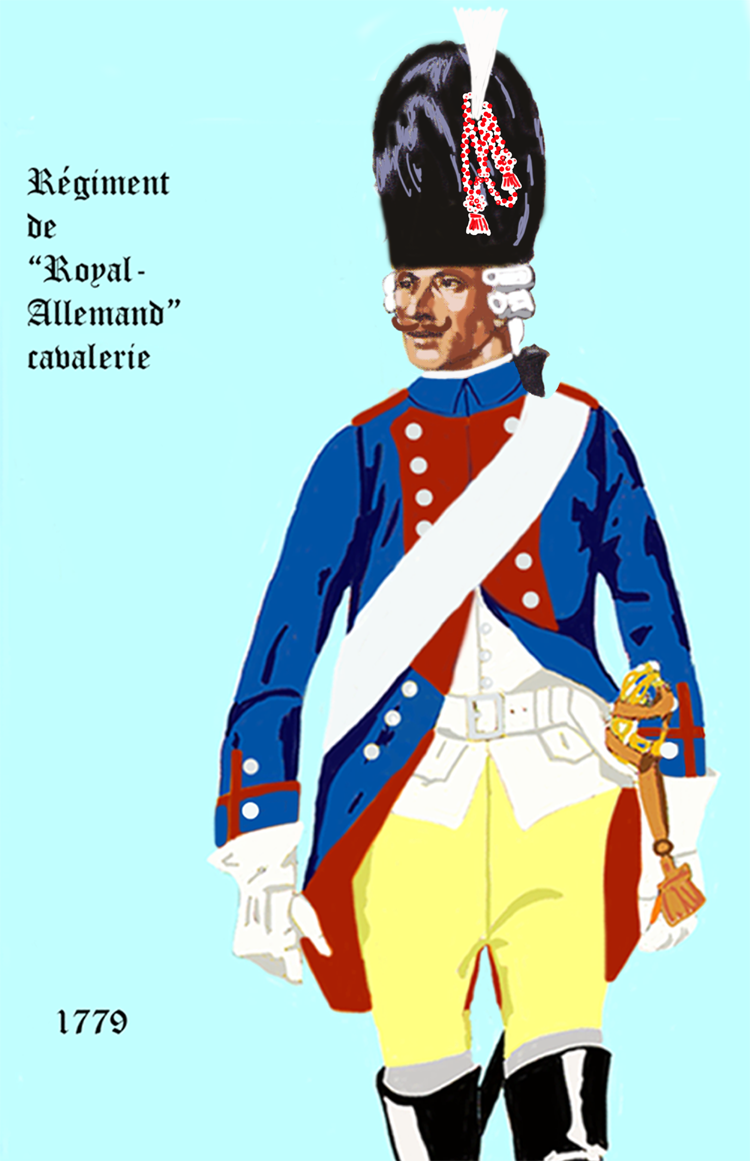
Régiment Royal-Allemand cavalerie 1779–1786
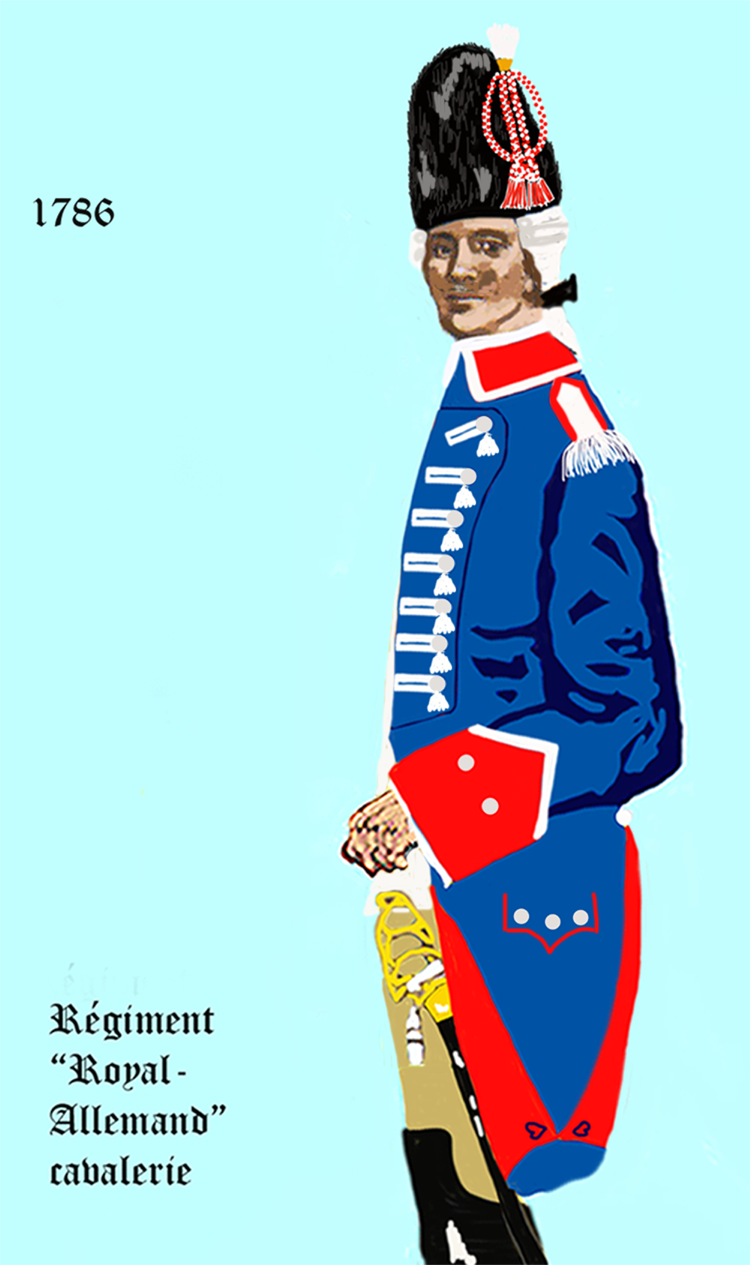
Régiment Royal-Allemand cavalerie 1786–1791
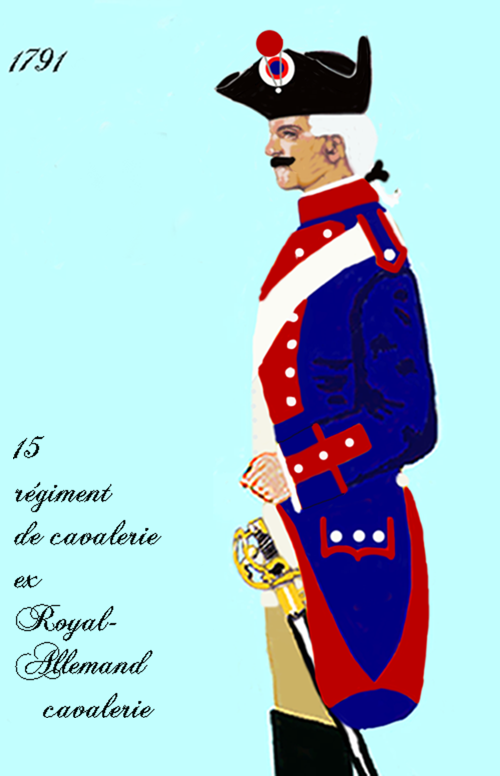
15e régiment de cavalerie 1791–1792

## Mestres de camp/Colonels
Mestre de camp war die Rangbezeichnung für den Regimentsinhaber und/oder den tatsächlichen Kommandeur. Sollte es sich bei dem Mestre de camp um eine Person des Hochadels handeln, die an der Führung des Regiments kein Interesse hatte (wie z. B. der König oder die Königin), so wurde das Kommando dem Mestre de camp lieutenant (oder Mestre de camp en second) überlassen. Die Bezeichnung Colonel wurde von 1791 bis 1793 verwendet. Ab 1791 gab es keine Regimentsinhaber mehr.
- 10. August 1671: Otto Wilhelm Graf von Königsmarck, Brigadier[3] am 15. April 1672, Maréchal de camp am 13. Februar 1674, Lieutenant-général am 25. Juni 1676, † 1688
- 15. November 1688: de Bolhen (oder Bohlen)
- 29. August 1693: Ludwig Kraft Graf von Nassau-Saarbrücken, Brigadier am 17. April 1692, Maréchal de camp am 30. März 1693, Lieutenant général am 23. Dezember 1695, † 13. Februar 1713
- 21. Februar 1713: Guillaume Henri de Quadt de Landscron, Brigadier am 10. Februar 1704, Maréchal de camp am 20. März 1709, Lieutenant général des armées du roi am 1. Oktober 1718, † 31. März 1756
- 19. Juli 1737: Wilhelm Heinrich Fürst von Nassau-Saarbrücken, Brigadier am 1. Mai 1742, Maréchal de camp am 29. Juni 1744, Lieutenant général am 1. Januar 1748
- 18. Januar 1742: Ludwig IX. Landgraf von Hessen Darmstadt
- 12. März 1746: Karl Ludwig, Herzog von Schleswig-Holstein-Sonderburg-Plön, Brigadier am 10. Februar 1759, Maréchal de camp am 1. Mai 1762
- 24. März 1772: Karl Heinrich, Prinz von Nassau-Siegen
- 8. April 1779: Karl Konstantin von Hessen-Rheinfels-Rotenburg
- 3. März 1785: Karl Eugen, Prinz von Lothringen, Fürst von Lambesc
- 23. November 1791: Colonel de Mandell

### Weitere Offiziere
Mastres de camp-lieutenants en second
- 1743: de Cauën
- 1746: Maximilien, Baron de Guntzer
- 1770: Karl Heinrich von Nassau-Siegen
- 1772: Frédéric Antoine, Baron d’Andlau
- 26. Februar 1783: Franz-Ludwig, Graf von Helmstadt
- 10. März 1788: Jean Louis Connac, Baron d’Hauteville

## Einsätze

### Kabinettskriege
Das Regiment kämpfte in folgenden Kabinettskriegen:
- 1688–1697 im Pfälzischen Erbfolgekrieg
- 1701–1714 im Spanischen Erbfolgekrieg
- 1733–1738 im Polnischen Thronfolgekrieg
- 1740–1748 im Österreichischen Erbfolgekrieg (Belagerung von Prag)

1742: Am 27. Mai war das Regiment, zusammen mit dem Régiment de La Marine und dem Regiment de Nice an der Einnahme von Týn nad Vltavou beteiligt, wo diese dann auch einquartiert wurden.
- 1756–1763 im Siebenjährigen Krieg

### Französische Revolution

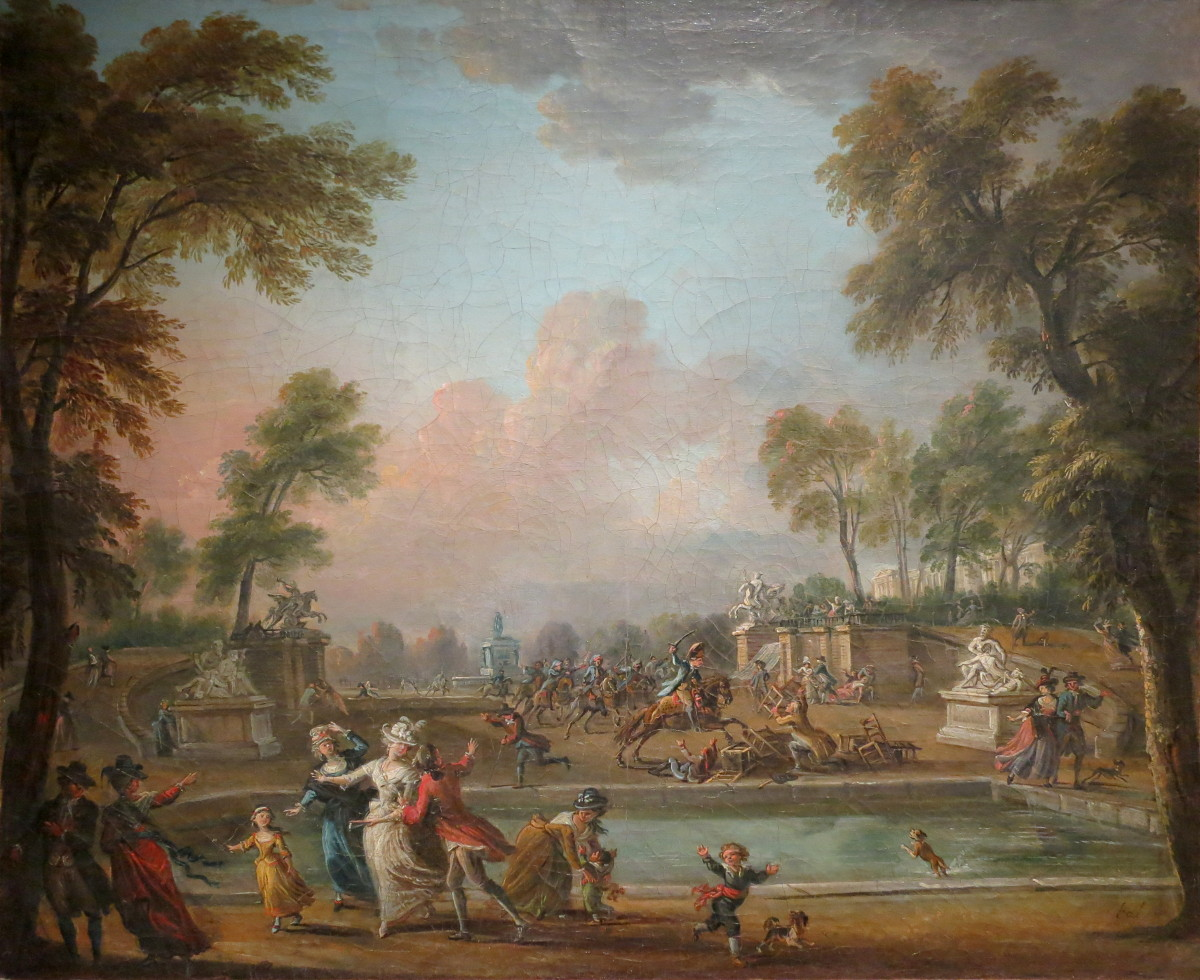
Attacke des Prince de Lambesc am 12. Juli 1789 an der Spitze des Régiment Royal allemand, Gemälde von Jean-Baptiste Lallemand (Musée Carnavalet)
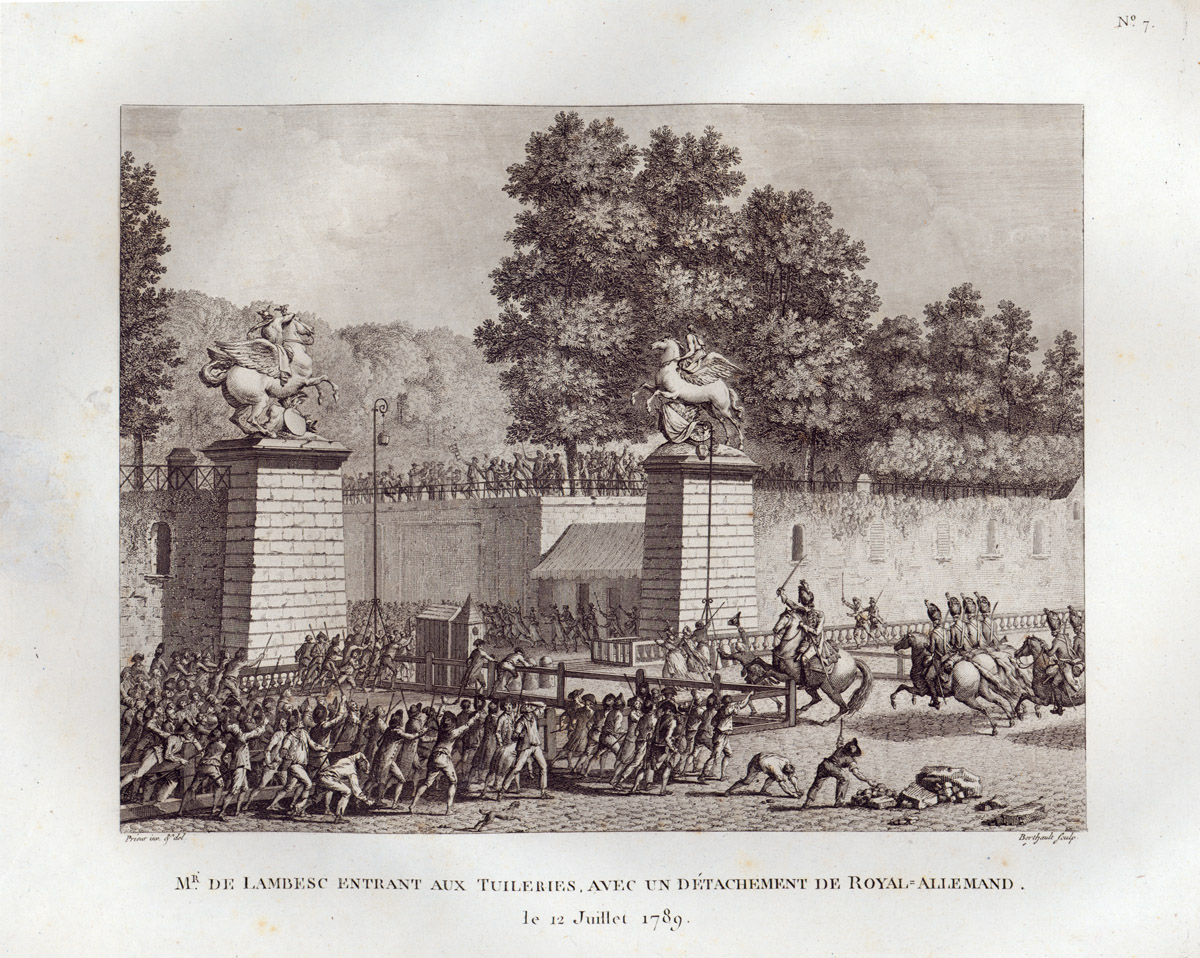
Der gleiche Anlass – Einreiten des Regiments in die Tuilerien
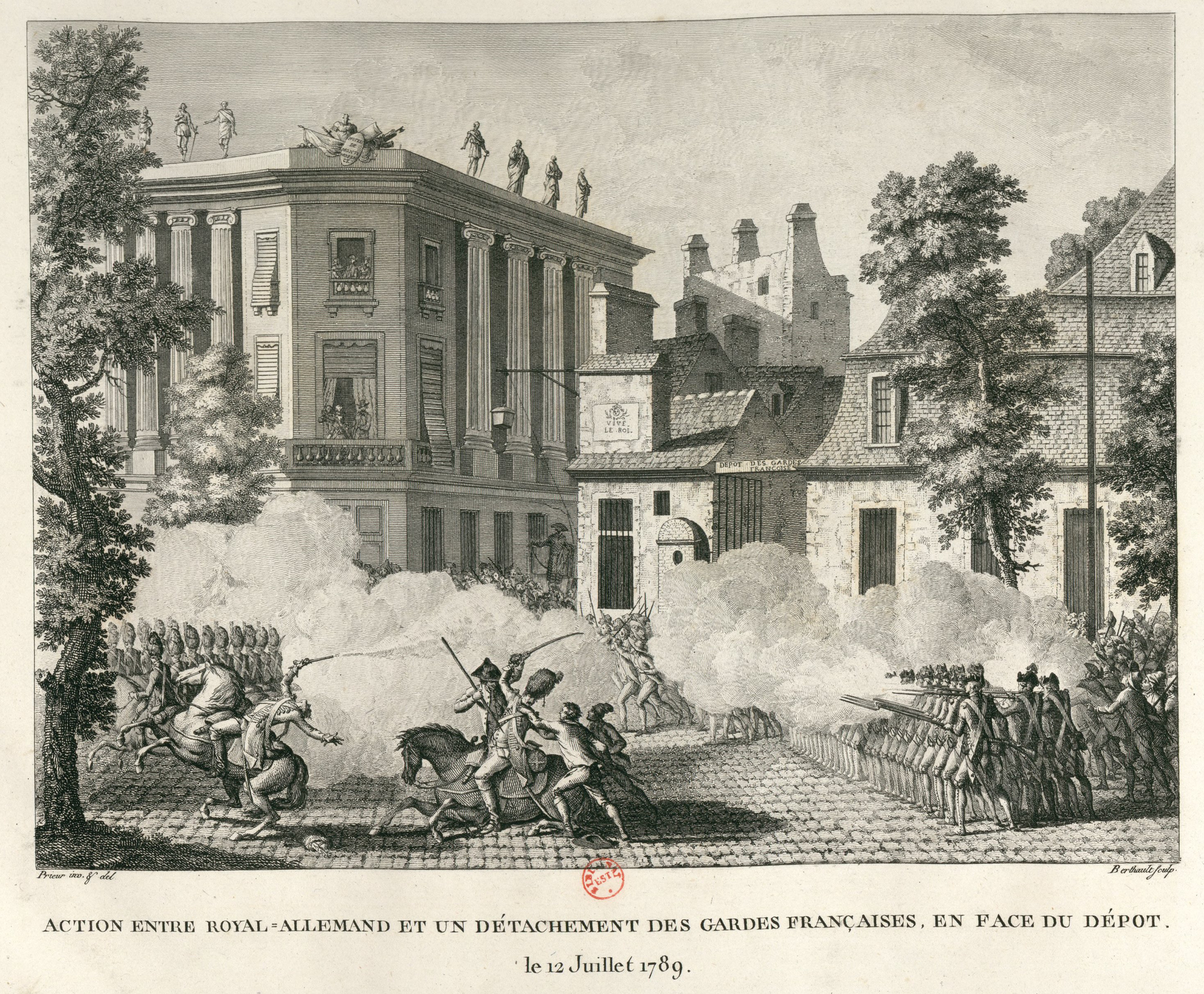
Angriff des Régiment des Gardes françaises auf das „Régiment Royal-Allemand“ vor dem Dépôt

Im Juni 1789 wurde das Regiment auf Anordnung des Königs unter seinem Regimentsinhaber (Colonel propriétaire) und Kommandeur, dem Prince de Lambesc, von Valenciennes nach Paris verlegt, um die Agitation zu bekämpfen. Dieser Befehl erreichte den Prince de Lambesc am 28. Juni. Am 7. Juli erreichte das Regiment Paris und bezog Quartier in den Jardins de la Muette.
Am 12. Juli, zwei Tage vor dem Sturm auf die Bastille, erhielt es den Auftrag, eine Menschenmenge auf dem Place Louis XV. aufzulösen. Diese war einem Aufruf von Camille Desmoulins gefolgt, hatte sich zusammengerottet und führte Abbildungen (bzw. Büsten) von Jacques Necker und Louis-Philippe, Duc d’Orléans mit sich. Der Oberbefehlshaber der Truppen in der Ile-de-France, Lieutenant-général Peter Viktor von Besenval, befahl daraufhin, die Menge mit den blanken Säbel (sabre au clair) zu zerstreuen.
Die Truppe verhielt sich längere Zeit passiv, obwohl sie aus dem Volk provoziert und mit Gegenständen beworfen wurde. Die Reiter drängten dann die Menge in Richtung auf und in die Tuilerien zurück, dabei kam es zu mehreren Verletzten und wahrscheinlich auch getöteten Personen. (Letzteres ist allerdings nicht nachweisbar.) Im Endeffekt kam es jedoch lediglich dazu, dass die Menge auf die umliegenden Straßen auswich und das revolutionär eingestellte Régiment des Gardes françaises zu Hilfe gerufen wurde, um die „fremden Soldaten“ (les soldats „étrangers“) zu verjagen. Gegen sieben Uhr am Abend hielt das Regiment unter dem Gejohle der Menge den Place Louis XV. besetzt, als es vor dem Depot von den Gardes françaises angegriffen und beschossen wurde. Dabei gab es auf Seiten des „Royal-allemand“ drei Verletzte. Gegen 20 Uhr zogen sich die Reiter über die Champs-Élysées auf den Champ de Mars zurück. Danach ordnete Besenval, der über die Passivität des königlichen Hofes verbittert war, den Rückzug der ihm unterstellten Truppen aus Paris an. Am Abend des 16. Juli wurde dem Regiment befohlen, nach Metz abzurücken.
Die Rolle, die es bei der Flucht von König Ludwig XVI. nach Varennes-en-Argonne und seiner dortigen Festsetzung (Affaire de Varennes) gespielt hat, ist bis heute nicht schlüssig geklärt und bleibt daher umstritten.
Im August 1790 waren zwei Escadronen des Regiments an der Niederschlagung der Meuterei in Nancy (Nancy-Affäre) beteiligt.
1791 verlor es wie alle Regimenter der französischen Armee seinen Namen und wurde nur noch mit der Stammnummer bezeichnet. Es hieß von da an 15e régiment de cavalerie.
Als der König im Jahre 1792 abgesetzt wurde, sah das Regiment seinen Treueid als erloschen an und trat nahezu komplett zur Armée des émigrés des Prinzen Condé  (hier erhielt es den Namen „Royal-allemand“ zurück) und später in österreichische Dienste über. Nach dem Weggang des Regiments rückten die folgenden in der Nummerierung um eine Stelle nach vorn, sodass das bisherige 16. Regiment (ex Royal-Lorraine) zur Nummer 15 wurde. 1793 kämpfte es dann noch in der Schlacht bei Aldenhoven, wo es das „3e bataillon de volontaires de Paris“ (3. Pariser Freiwilligenbataillon) vernichtete. Danach verliert sich seine Spur.

## Friedensgarnison
Das Regiment hatte in Friedenszeiten seinen Standort in Sarreguemines.